# Патријарх српски Јоаникије III
Јоаникије III Караџа (грч. Ιωαννίκιος Γ΄) био је архиепископ пећки и патријарх српски у времену од 1739. до 1746. године. Пореклом Грк, фанариот, постављен је од стране Цариградске патријаршије на чело Српске патријаршије у Пећи. Касније је постао цариградски патријарх, али на том положају се одржао кратко, од 1761. до 1763. године.
После преласка српског патријарха Арсенија IV у Угарску, Цариградска патријаршија је 1739. године поставила Јоаникија Караџу, протосинђела Велике цркве у Цариграду, родом из истог града из познате фанариотске породице, за новог српског патријарха.
Патријарх Јоаникије III покушао је да се састане са својим избеглим претходником и са новим митрополитима рашким и нишким, али до састанка није дошло. За време управљања Карловачком митрополијом патријарх Арсеније није имао никакве везе са патријархом Јоаникијем III кога су Турци поставили на трон Пећке патријаршије. Међутим, патријарх Атанасије је одржавао везе са црквама и манастирима као и са Србима који су остали под турском управом. Тада су укинуте у Карловачкој митрополији и пећке кутије за скупљање прилога у корист Пећке патријаршије, са којом су прекинуте и духовне везе.
Познато је да је патријарх Јоаникије III за време своје управе посетио манастир Добрићево, Смедерево и Сарајево, где се затекао на сахрани митрополита дабробосанског Мелетија 5. јануара 1741. године, а идуће године је посетио и манастир Пиву.
Патријарх Јоаникије III није остао у српском народу у доброј успомени, јер је приликом својих канонских посета ходао са султановим указом, мучио народ и на силу му узимао новац. Сит брига, натезања и невоља, он је већ 1746. године напустио презадужену Пећку патријаршију.
После одласка из Пећи патријарх Јоаникије III је једно време био митрополит халкидонски. Успео је да га изаберу за патријарха цариградског 26. марта 1761. године уместо патријарха Серафима II, и управља је Цариградском патријаршијом до 21. маја 1763. године када се повукао у манастир Светог Георгија на Халки, где је остао до смрти 1793. године.